# Ivan VI., ruski car
Ivan VI. (23. kolovoza 1740. – 16. srpnja 1764.), ruski car između 1740. i 1741. godine.

## Car
Kako se zdravlje carice Ane počelo očigledno pogoršavati, ona 5. listopada 1740. godine za svog nasljednika izabire pranećaka Ivana koji je tada bio samo 8 tjedana stara beba. Razlog zašto za caricu nije postavila Ivanovu majku Anu nikada nije razjašnjen. Kada je stara carica umrla 28. listopada 1740. umrli su odmah i svi njeni planovi. Njena želja da regent novog cara bude Ernst Biron je onemogućena već 8. studenog iste godine kada ga se u dvorskom udaru ruši kako bi regent postala djetetova majka. Ova nova vlada bi možda i uspjela održati regenstvo sljedećih godina da ne dolazi do drastičnih promjena u centralnoj Europi. U Beču koji je tada tradicionalni saveznik Rusije na prijestolje 1740. godine stupa Marija Terezija što označava početak Rata za austrijsko nasljedstvo.

## Zavjere
U očekivanju da će Rusija pokrenuti rat protiv Pruske, sa Švedskom i Francuskom sklapa savez radi rušenja Ivana VI. državnim udarom. Temelj te zavjere je Elizabeta, kćerka Petra Velikog koja u zamjenu za krunu obećaje mir Prusiji i darovanje nekoliko provincija na Baltiku Švedskoj. U skladu s tako sklopljenim planom Švedska tijekom kolovoza 1741. godine objavljuje rat Rusiji s nadom u nanošenje početnih poraza neprijatelju kako bi došlo do pada tamošnje vlade.  Taj prvobitni plan ubrzo propada pošto je napadačka vojska potpuno uništena već u rujnu iste godine. 
Kako je tada postalo očito da se vojno ne može nametnuti novi car Rusije francuski veleposlanik je odlučio darovati princezi Elizabeti 2000 dukata. Ona je taj novac iskoristila tako da ga podjeli na poklone vojnicima u Moskovskoj kasarni točno u ponoć 6. prosinca 1741. godine i onda ih više pijane nego trijezne nagovori da je postave na vlast pošto je ona kćer Petra Velikog. Ti vojnici su tada provali u Kremlj i uhitili Ivana VI. njegovu majku kao i većinu ministara koji su u to vrijeme bili spavali. Ujutro sljedećeg dana malo tko je u Moskvi, a da se o Rusiji niti ne govori znao da imaju novog gospodara.

## Zatvor
Tijekom prvih nekoliko godina nova carica nije znala što napraviti s malenim oborenim carem. Najprije se nalazio u zatvoru Rige, potom u Oraienburgu i na kraju u Holmogori na Bijelom moru. Ovo zadnje prebivalište cara je postalo njegovo trajno odredište po zamisli nove carice. Taj plan propada kada saznanje o njegovom boravištu u zatvoru ovog grada izlazi u javnost 1756. godine. Tada ga se seli na obalu jezera Ladoga gdje će dočekati svoj kraj. Caričina zabrana davanja ikakvog obrazovanja zbačenom caru nije se poštovala, tako da je on naučio čitati Bibliju. Očekivanja njegove prirodne smrti se bez obzira na životne uvjete nisu ispunila tako da on nadživljava caricu Elizabetu. Dolazak na vlast carice Katarine II. znači za njega kraj života, pošto ona odlučuje pogubiti zbačene careve. U stvarnoj ili od carice namještenoj zavjeri za njegovo oslobađanje čuvari ga ubijaju 16. srpnja 1764. godine. 
| Prethodnik: | ruski car | Nasljednik: |
| Ana         | ruski car | Elizabeta   |